# Прем'єр-міністр Шрі-Ланки
Прем'єр-міністр Шрі-Ланки — згідно з конституцією Шрі-Ланки — голова уряду держави Шрі-Ланка. Він обирається на цю посаду за підсумками парламентських виборів депутатами парламенту країни. Посада прем'єр-міністра на Шрі-Ланці виникла у 1947 р. з наданням самоврядування британській колонії Цейлон. У 1948 р. Цейлон став незалежною державою — монархією на чолі з королевою Британії, тому прем'єр-міністр Цейлону став фактичним керівником держави. У 1972 р. Цейлон був проголошений республікою Шрі-Ланка, запроваджена посада президента Шрі-Ланки. У 1978 р., згідно з новими змінами до конституції, президент Шрі-Ланки зосередив у своїх руках більшість виконавчої влади, і, відповідно, прем'єр-міністр став підпорядкованим президенту.

## Перелік прем'єр-міністрів Шрі-Ланки

### Повноважні
| Прем'єр-міністр       | Початок терміну | Кінець терміну  | Примітка   |
| --------------------- | --------------- | --------------- | ---------- |
| Дон Стефен Сенанаяке  | 24 вересня 1947 | 22 березня 1952 |            |
| Дадлі Сенанаяке       | 26 березня 1952 | 12 жовтня 1953  |            |
| Джон Котелевала       | 12 жовтня 1953  | 12 квітня 1956  |            |
| Соломон Бандаранаїке  | 12 квітня 1956  | 26 вересня 1959 |            |
| Віджаянанда Даганаяке | 26 вересня 1959 | 20 березня 1960 |            |
| Дон Стефен Сенанаяке  | 21 березня 1960 | 21 липня 1960   | 2-й термін |
| Сірімаво Бандаранаїке | 21 липня 1960   | 25 березня 1965 |            |
| Дадлі Сенанаяке       | 25 березня 1965 | 29 травня 1970  | 2-й термін |
| Сірімаво Бандаранаїке | 29 травня 1970  | 23 липня 1977   | 2-й термін |
| Джуніус Джаявардене   | 23 липня 1977   | 4 лютого 1978   |            |

### Підпорядковані президенту Шрі-Ланки
| Прем'єр-міністр         | Початок терміну   | Кінець терміну    | Примітка   |
| ----------------------- | ----------------- | ----------------- | ---------- |
| Ранасінгхе Премадаса    | 6 лютого 1978     | 2 січня 1989      |            |
| Дінгірі Віджетунге      | 2 січня 1989      | 1 травня 1993     |            |
| Раніл Викрамасінгхе     | 7 травня 1993     | 19 серпня 1994    |            |
| Чандріка Кумаратунга    | 19 серпня 1994    | 12 листопада 1994 |            |
| Сірімаво Бандаранаїке   | 14 листопада 1994 | 10 серпня 2000    |            |
| Ратнасірі Вікрамасінгхе | 10 серпня 2000    | 9 грудня 2001     |            |
| Раніл Викрамасінгхе     | 9 грудня 2001     | 6 квітня 2004     | 2-й термін |
| Махінда Раджапакса      | 6 квітня 2004     | 19 листопада 2005 |            |
| Ратнасірі Вікрамасінгхе | 19 листопада 2005 | 21 квітня 2010    | 2-й термін |
| Дісакояка Джаярате      | 21 квітня 2010    | 9 січня 2015      |            |
| Раніл Викрамасінгхе     | 9 січня 2015      | 21 листопада 2019 | 3-й термін |
| Махінда Раджапакса      | 21 листопада 2019 | 9 травня 2022     | 2-й термін |
| Раніл Викрамасінгхе     | 12 травня 2022    | 22 липня 2022     | 4-й термін |
| Дінеш Гунавардена       | 22 липня 2022     | 23 вересня 2024   |            |
| Харіні Амарасурія       | 24 вересня 2024   |                   |            |